# Christian Schünemann (Bauunternehmer, 1853)
Christian Schünemann (geboren 21. August 1853 in Polle; gestorben 13. Februar 1933 in Hannover) war ein deutscher Maurermeister und Bauunternehmer.

## Leben
Christian Schünemann war Sohn des Bauunternehmers Karl Schünemann. Nach einer Lehre als Maurer und seiner Meisterprüfung besuchte er Baugewerkschule Holzminden und arbeitete anschließend in verschiedenen Bauunternehmen.
1878 eröffnete er in der Stammestraße in Hannover-Ricklingen ein eigenes Baugeschäft, für dessen Geschäftsgrundsatz er mit „Nur beste Arbeit zu soliden Preisen“ warb.
Christian Schünemann errichtete hauptsächlich in und um Hannover zahlreiche Wohn- und Industriebauten, bis im Jahr 1907 sein Sohn Karl Schünemann das Unternehmen fortführte.
Der 1909 in Ricklingen geborene Christian Schünemann war Enkel des Firmengründers und führte das Unternehmen.
Christian Schünemann starb am 13. Februar 1933 in Hannover.